# Джорджія Солері
Джорджія Солері (італ. Giorgia Soleri; 3 січня 1996, Мілан, Італія) — італійська модель, інфлюенсерка, письменниця та активістка.

## Біографія
Народилася 3 січня 1996 року в місті Мілан, Італія. У 2020 році переїхала до Риму.
Батьки розлучилися, коли їй було 4 роки через домашнє насильство її батька. У 6 років суд офіційно ухвалив рішення залишити її з матір'ю.
У 10 років почала писати вірші, які були втрачені та не увійшли в збірку «La Signorina Nessuno». Першою поціновувачкою стала її вчителька, яка прочитала усю чернетку і поставила оцінку за кожен вірш.  
Уперше почала завантажувати свій модельний контент в Instagram у червні 2015 року.
Про модельну діяльність Солері писали такі журнали, як Hangover Magazine, Digital Camera Magazine та GQ Italia Magazine.
Джорджія часто моделює для різних компаній нижньої білизни як у студії, так і в міських умовах.
5 травня 2022 року опублікувала свою першу книгу, збірку віршів під назвою «La signorina nessuno» («Сеньйорита ніхто»).

## Особисте життя
Перші болі від ендометріозу почалися у віці 14 років. У 16 років з'явилися перші симптоми вульводинії, проте сам діагноз було підтверджено лише в 2020 році, а ендометріоз — у 2021. У серпні 2021 року перенесла операцію для усунення симптомів ендометріозу, проте 100% результату операція не дає.
На тлі численних чуток щодо особистого життя Джорджія та Даміано Давід у 2021 оголосили, що зустрічаються. Пара почала стосунки наприкінці 2017 року, проте історію знайомства приховували. У червні 2023 стало відомо, що вони розійшлися.